# Katherine Perry
Katherine Perry (5 de enero de 1897-14 de octubre de 1983), también conocida como Kathryn Perry, fue una actriz estadounidense que trabajó en cine y en teatro. Apareció en 37 películas entre 1920 y 1936.

## Biografía
Katherine Perry nació el 5 de enero de 1897. Durante corto tiempo, estudió en una escuela privada, sin embargo, Perry recibió mayor educación en escuelas públicas.
Antes de trabajar como actriz, Perry empezó a trabajar como modelo. Se unió a las Ziegfeld Follies, trabajando entre 1911, 1917, 1918, 1919, y apareció en Midnight Frolic en 1918. También trabajó en Broadway, apareció en (From) Broadway to Paris, The Passing Show of 1913, Robinson Crusoe, Jr. (1916), The Century Girl (1916-1917), y Miss 1917. Perry dejó de trabajar en Broadway en 1933, haciendo su última aparición en Blackbirds of 1933, que se desarrolló en diciembre.
Perry hizo su debut cinematográfico en Sooner or Later (1920). Sin embargo, empezó a aparecer en papeles menores como en The Chicken in the Case (1921) y Why Girls Leave Home (1921), donde fue apodada Mrs. Owen Moore. Perry trabajó juntó con Herbert Rawlinson en Fools and Riches (1923), siendo su primer papel protagonicó. Posteriormente, apareció en varios cortometrajes antes de poder protagonizar Early to Wed (1926) juntó con Matt Moore y Albert Gran.
Durante la década de 1930, empezó a aparecer en películas, sin embargo, mayormente no era acreditada. Interpretó a la sirvienta de Clara Bow en Call Her Savage (1932), su última aparición fue en 15 Maiden Lane (1936).
Perry se casó con Owen Moore el 16 de julio de 1921, en Greenwich, Connecticut. La pareja apareció en The Chicken in the Case (1921), A Divorce of Convenience (1921), Reported Missing (1922), Love Is an Awful Thing (1922), Husbands for Rent (1927), y Side Street (1929).

## Filmografía
- Sooner or Later (1920)
- A Divorce of Convenience (1921)
- The Last Door (1921)
- Why Girls Leave Home (1921)
- The Chicken in the Case (1921)
- Reported Missing (1922)
- Love Is an Awful Thing (1922)
- Main Street (1923)
- Womanpower (1923)
- Fools and Riches (1923)
- A Business Engagement (1925)
- All Abroad (1925)
- The Peacemakers (1925)
- His Own Lawyer (1925)
- Wings of Youth (1925)
- The First Year (1926)
- A Woman of Letters (1926)
- Moving Day (1926)
- Early to Wed (1926)
- Too Many Relations (1926)
- The Family Picnic (1926)
- Easy Payments (1926)
- Womanpower (1926)
- Not to Be Trusted (1926)
- Back to Mother (1926)
- An Old Flame (1927)
- Just a Husband (1927)
- Is Zat So? (1927)
- Blood Will Tell (1927)
- Husbands for Rent (1927)
- Rumors for Rent (1927)
- Her Silent Wow (1927)
- Side Street (1929)
- Air Mail (1932)
- Call Her Savage (1932)
- One Rainy Afternoon (1936)
- My Man Godfrey (1936)
- 15 Maiden Lane (1936)